# Course automobile de Monaco de Formule 2
La Course de Monaco de Formule 2 est une course de monoplaces, qui généralement sert de support au Grand Prix automobile de Monaco. De 2006 à 2016, l'épreuve comptait pour le GP2 series, puis, à partir de 2017, pour le championnat de Formule 2 FIA.

## Histoire
La première course de voiturettes à Monaco se tient en 1936 et prend le nom de Coupe du Prince Rainier.

## Palmarès
| Année     | Vainqueur                                        | Écurie                                           | Catégorie                                        | Résultats                                        |
| --------- | ------------------------------------------------ | ------------------------------------------------ | ------------------------------------------------ | ------------------------------------------------ |
| 1936      | Prince Bira                                      | ERA                                              | Voiturette                                       | Résultats                                        |
| 1937-1958 | Non tenu                                         | Non tenu                                         | Non tenu                                         | Non tenu                                         |
| 1959      | Michael May                                      | Michel May                                       | Formule Junior                                   | Résultats                                        |
| 1960      | Henry Taylor                                     | Tyrrell Racing                                   | Formule Junior                                   | Résultats                                        |
| 1961      | Peter Arundell                                   | Team Lotus                                       | Formule Junior                                   | Résultats                                        |
| 1962      | Peter Arundell                                   | Team Lotus                                       | Formule Junior                                   | Résultats                                        |
| 1963      | Richard Attwood                                  | Midland Racing Partnership                       | Formule Junior                                   | Résultats                                        |
| 1964-1997 | Disputée uniquement selon la catégorie Formule 3 | Disputée uniquement selon la catégorie Formule 3 | Disputée uniquement selon la catégorie Formule 3 | Disputée uniquement selon la catégorie Formule 3 |
| 1998      | Nick Heidfeld                                    | West Competition                                 | Formule 3000                                     | Résultats                                        |
| 1999      | Gonzalo Rodríguez                                | Team Astromega                                   | Formule 3000                                     | Résultats                                        |
| 2000      | Bruno Junqueira                                  | Petrobras Junior Team                            | Formule 3000                                     | Résultats                                        |
| 2001      | Mark Webber                                      | Super Nova Racing                                | Formule 3000                                     | Résultats                                        |
| 2002      | Sébastien Bourdais                               | Super Nova Racing                                | Formule 3000                                     | Résultats                                        |
| 2003      | Nicolas Kiesa                                    | Den Blå Avis                                     | Formule 3000                                     | Résultats                                        |
| 2004      | Vitantonio Liuzzi                                | Arden International                              | Formule 3000                                     | Résultats                                        |
| 2005      | Adam Carroll                                     | Super Nova Racing                                | GP2 Series                                       | Résultats                                        |
| 2006      | Lewis Hamilton                                   | ART Grand Prix                                   | GP2 Series                                       | Résultats                                        |
| 2007      | Pastor Maldonado                                 | Trident Racing                                   | GP2 Series                                       | Résultats                                        |
| 2008      | Bruno Senna                                      | iSport International                             | GP2 Series                                       | Résultats                                        |
| 2008      | Mike Conway                                      | Trident Racing                                   | GP2 Series                                       | Résultats                                        |
| 2009      | Romain Grosjean                                  | Barwa Addax                                      | GP2 Series                                       | Résultats                                        |
| 2009      | Pastor Maldonado                                 | ART Grand Prix                                   | GP2 Series                                       | Résultats                                        |
| 2010      | Sergio Pérez                                     | Barwa Addax Team                                 | GP2 Series                                       | Résultats                                        |
| 2010      | Jérôme d'Ambrosio                                | DAMS                                             | GP2 Series                                       | Résultats                                        |
| 2011      | Davide Valsecchi                                 | Air Asia                                         | GP2 Series                                       | Résultats                                        |
| 2011      | Charles Pic                                      | Barwa Addax Team                                 | GP2 Series                                       | Résultats                                        |
| 2012      | Johnny Cecotto Jr.                               | Barwa Addax Team                                 | GP2 Series                                       | Résultats                                        |
| 2012      | Jolyon Palmer                                    | iSport International                             | GP2 Series                                       | Résultats                                        |
| 2013      | Sam Bird                                         | Russian Time                                     | GP2 Series                                       | Résultats                                        |
| 2013      | Stefano Coletti                                  | Rapax Team                                       | GP2 Series                                       | Résultats                                        |
| 2014      | Jolyon Palmer                                    | DAMS                                             | GP2 Series                                       | Résultats                                        |
| 2014      | Stéphane Richelmi                                | DAMS                                             | GP2 Series                                       | Résultats                                        |
| 2015      | Stoffel Vandoorne                                | ART Grand Prix                                   | GP2 Series                                       | Résultats                                        |
| 2015      | Richie Stanaway                                  | Status Grand Prix                                | GP2 Series                                       | Résultats                                        |
| 2016      | Artem Markelov                                   | Russian Time                                     | GP2 Series                                       | Résultats                                        |
| 2016      | Nobuharu Matsushita                              | ART Grand Prix                                   | GP2 Series                                       | Résultats                                        |
| 2017      | Oliver Rowland                                   | DAMS                                             | Formule 2                                        | Résultats                                        |
| 2017      | Nyck de Vries                                    | Rapax Team                                       | Formule 2                                        | Résultats                                        |
| 2018      | Artem Markelov                                   | Russian Time                                     | Formule 2                                        | Résultats                                        |
| 2018      | Antonio Fuoco                                    | Charouz Racing System                            | Formule 2                                        | Résultats                                        |
| 2019      | Nyck de Vries                                    | ART Grand Prix                                   | Formule 2                                        | Résultats                                        |
| 2019      | Anthoine Hubert                                  | Arden International                              | Formule 2                                        | Résultats                                        |
| 2020      | Annulé en raison de la pandémie de Covid-19      | Annulé en raison de la pandémie de Covid-19      | Annulé en raison de la pandémie de Covid-19      | Annulé en raison de la pandémie de Covid-19      |
| 2021      | Zhou Guanyu                                      | UNI-Virtuosi Racing                              | Formule 2                                        | Résultats                                        |
| 2021      | Dan Ticktum                                      | Carlin                                           | Formule 2                                        | Résultats                                        |
| 2021      | Théo Pourchaire                                  | ART Grand Prix                                   | Formule 2                                        | Résultats                                        |
| 2022      | Dennis Hauger                                    | Prema Racing                                     | Formule 2                                        | Résultats                                        |
| 2022      | Felipe Drugovich                                 | MP Motorsport                                    | Formule 2                                        | Résultats                                        |
| 2023      | Ayumu Iwasa                                      | DAMS                                             | Formule 2                                        | Résultats                                        |
| 2023      | Frederik Vesti                                   | Prema Racing                                     | Formule 2                                        | Résultats                                        |
| 2024      | Taylor Barnard                                   | PHM AIX Racing                                   | Formule 2                                        | Résultats                                        |
| 2024      | Zak O'Sullivan                                   | ART Grand Prix                                   | Formule 2                                        | Résultats                                        |
| 2025      | Kush Maini                                       | DAMS Lucas Oil                                   | Formule 2                                        | Résultats                                        |
| 2025      | Jak Crawford                                     | DAMS Lucas Oil                                   | Formule 2                                        | Résultats                                        |